# Wilibald Grauer
Wilibald Grauer, auch Willibald Grauer (* 3. Juni 1869 in Kempten; † 21. November 1925 in Berlin) war ein deutscher Konteradmiral der Reichsmarine.

## Leben
Wilibald Grauer trat am 13. April 1889 als Kadett in die Kaiserliche Marine ein. Anfang 1894 wurde er als Unterleutnant zur See (Beförderung am 17. Mai 1892) zu einem Zugführerkursus auf die Mars kommandiert. 1895 war er bei der II. Matrosendivision. Im Januar/Februar 1903 und erneut von Dezember 1903 bis Februar 1904 war er als Kapitänleutnant (Beförderung am 11. Januar 1902) in Vertretung Kommandant des Kleinen Kreuzers Nymphe. Es folgte am 22. August 1907 die Beförderung zum Korvettenkapitän und am 11. November 1911 zum Fregattenkapitän. 1909 war er in der Pensionsabteilung (A VII) im Reichsmarineamt. Am 13. Mai 1915 wurde er zum Kapitän zur See befördert (Charakter als Kapitän zur See am 22. März 1914). Er war erst als Dezernent in der Pensionsabteilung im Reichsmarineamt und wurde später bis Kriegsende Chef der Pensionsabteilung.
Er wurde in die Reichsmarine übernommen und am 4. März 1920 mit dem Charakter als Konteradmiral aus der Marine verabschiedet. Später wurde er Ministerialrat im Reichsarbeitsministerium. Ab Mai 1921 war er Mitglied des Verwaltungsrates der Lebensversicherungsanstalt für die deutsche Wehrmacht.
Wilibald Grauer heiratete am 26. September 1896 in Berlin Martha Charlotte Beate von Simson (1873–1937), Tochter vom Juristen August von Simson (1837–1927) und der Beate, geb. Jonas, und Schwester u. a. von Ernst von Simson.